# Cressy, Seine-Maritime
Cressy är en kommun i departementet Seine-Maritime i regionen Normandie i norra Frankrike. Kommunen ligger i kantonen Bellencombre som tillhör arrondissementet Dieppe. År 2018 hade Cressy 295 invånare.

## Befolkningsutveckling
Antalet invånare i kommunen Cressy
| Referens: INSEE |